# The King’s Ring – Die letzte Schlacht
The King’s Ring – Die letzte Schlacht (Originaltitel Nameja gredzens) ist ein britisch-lettischer Historienfilm aus dem Jahr 2018.

## Handlung
Max von Buxhoeveden, der illegitime Sohn des Papstes, erreicht im 13. Jahrhundert die Küsten Lettlands. Er gibt vor, die heimischen heidnischen Stämme zu christianisieren, hat es in Wahrheit allerdings nur auf die Reichtümer der Einheimischen abgesehen. Um dieses Ziel zu erreichen, wollen die Eindringlinge Zwietracht zwischen den Stämmen streuen. Zu diesem Zweck wird der alte König der Stämme durch einen intriganten Kreuzritter vergiftet. Seine Lücke schließt Namejs. Der junge und aufstrebende Anführer Namejs durchschaut den Plan des rücksichtslosen Inquisitors. Er sieht als einzige Chance sich erfolgreich gegen die Eindringlinge zu wehren, ein Bündnis unter den verschiedenen lettischen Stämmen zu erzwingen, damit sie sich gemeinsam ihren Feinden entgegenstellen und für ihre Freiheit kämpfen können.
Zu diesem Zwecke nimmt er den Ring, der die Herrschaft über die Stämme symbolisiert. Allerdings wird er von den verschiedenen Stämmen nur widerwillig als Anführer akzeptiert. Der hinterhältige Mörder versucht nun, sich dies zunutze zu machen. Das Misstrauen der Stämme untereinander will er dazu nutzen, diese gegeneinander auszuspielen, um selbst den Ring beanspruchen zu können. Allerdings entpuppt sich Namejs als ebenso kampfstarker wie besonnener Gegenspieler.

## Hintergrund
Der Film wurde in den Cinevilla Studios in Slampe gedreht. Er basiert lose auf der Legende um den Namejs Ring.

## Kritik
„Der Film bereitet die Geschichte um Lettlands (letztlich vergeblichen) Versuch im Mittelalter, sich gegen Christianisierung und Fremdherrschaft zu behaupten, als folkloristisch-idealisiertes Action-Spektakel auf, dessen Figuren über ihre Funktion in der Handlung hinaus nur wenig Charakter-Profil gewinnen. Durch die solide Inszenierung der kriegerischen Auseinandersetzung liefert der Film indes solide Genre-Unterhaltung.“

„Schlachtengemälde à la „Game of Thrones“.“

Cinema lobt final die Kampfszenen und bezeichnet eben diese als stark.